# David Morris Lee
David Morris Lee (n. 20 ianuarie 1931, Rye⁠(d), New York, SUA) este un fizician american, laureat al Premiului Nobel pentru Fizică în 1996 împreună cu Douglas Osheroff și Robert Richardson pentru descoperirea superfluidității izotopului heliu-3. 